# 장흥 김응원 각왜비
장흥 김응원 각왜비(長興 金應遠 卻倭碑)는 대한민국 전라남도 장흥군 장흥읍 평장리에 있는, 조선시대의 비석이다. 2018년 8월 23일 전라남도의 문화재자료 제288호로 지정되었다.

## 지정사유
정유재란 때 의병을 일으켰던 김응원(金應遠, 1569~1638)의 공적을 기리기 위해 1883년(고종 20) 김원주가 글을 지어 세운 의병장 행적비이다.

## 비문 내용

### 원문
有明朝鮮國成均生員行參奉慶州金公卻倭碑
公諱應遠 字而乆 號五友堂 考諱希鍊 中大小科 歷宰六邑 終至校理 及關西評」事 祖諱益煥 行直長 妣槐山崔氏 隆慶三年己巳三月十八日生公 公生而聰穎性」 又至孝 稍長器局超邁 壬辰倭變 與兄判官公諱應虬 率數千人 入菟裘洞 夜設雉」尾炬散綴樹梢 晝置疑兵以環洞外 倭寇疑有大兵屯結 不敢逼人 皆附之賴以全」活 府伯報營 轉達于朝 特除寢郞 府伯就其洞 刻郤倭洞三字于磎石 至今完然 丁甲」子适變 公爲長興倡義都有司 募兵聚糧 赴 行在 聞賊授首而止 當丙子亂 公年六」十八 老病不能振作 詩送于倡義諸公 有曰 胡塵蔽目列郡風靡七十老翁更何所」望偉哉羣雄出此湖南云云 與判官公共居同㸑 每於枕上擊釼作氣 其氣槩可想矣 結」精舎于其洞 扁號五友堂 五友者 松梅竹菊我 古昔莬裘洞今稱道高者 盖以公之道高而」然也 配安東金氏 抱恙無嗣 取兄子爲繼養諱天吉 戊寅二月二十八日卒于正寢 今整一碑」纔銘略于事實惟我 後裔觀此 興感永孚 于休幸甚」
崇禎甲申後四癸未三月十五日七代孫 元柱謹識

### 번역문
조선국 성균관 생원 행 참봉 경주 김공 각왜비
공의 휘(諱)는 응원(應遠)이고, 자(字)는 이구(而久)이며, 호는 오우당(五友堂)이다. 아버지의 휘는 희련(希鍊)이며 대과(大科)와 소과(小科)에 합격하여 여섯 읍을 다스렸으며 마지막에 교리(校理)와 관서평사(關西評事)에 이르렀다. 조부의 휘는 익환(益煥)으로 직장(直長)을 지냈으며, 선비(先妣)는 괴산최씨(槐山崔氏)인데 융경(隆慶) 3년 기사년(선조 2, 1569년) 3월 18일에 공을 낳았다. 공은 나면서부터 자품이 뛰어나고 또 지극히 효성스러웠다. 조금 장성하여 기국(器局)이 뛰어났다.
임진왜란이 일어나자 형인 판관공(判官公) 응규(應虬)와 함께 수천 명을 거느리고 토구동(菟裘洞)에 들어가 밤에는 치를 설치하고 나무를 엮어 불을 지르고, 낮에는 나뭇가지 끝에다 병사처럼 보이게 위장해 놓고 동네 바깥을 둘러치니 왜구(倭寇)가 대군(大軍)이 주둔한 것으로 의심하고서 결국 감히 가까이 쳐들어오지 못하였다. 사람들이 모두 이에 의지하여 살 수 있었다. 부백(府伯, 장흥부사)이 병영(兵營, 전라병마절도사영)에 이 사실을 알려 조정에까지 전해져 침랑(寢郞)에 특별히 제수되었다. 부백이 그 동네에 나아가서 계곡의 바위에 ‘각왜동(卻倭洞)’ 세 글자를 새겼는데 지금도 뚜렷하다.
갑자년 이괄의 난 때 공은 장흥 창의도유사(長興 倡義都有司)가 되어 병사를 모집하고 식량을 모아 행재소(行在所)로 달려가다가 적장(賊將)이 죽었다는 소식을 듣고 그만두었다.
병자호란이 일어났을 때 공의 나이가 68세였는데 연로하고 병이 들어 떨치고 일어날 수가 없었다. 그리하여 나라를 위해 의병을 일으킨 제공(諸公)에게 시(詩)를 지어 보냈는데 그 시에, “오랑캐의 먼지로 눈을 가리니 여러 고을이 바람에 쓰러지듯 하는구나. 칠십 된 늙은이가 어찌 공을 세울 수 있으랴. 위대하도다 군웅(群雄)이여 바로 이곳 호남에서 나왔도다”라 하였다. 공은 판관공과 함께 거처하며 한솥밥을 먹고 자리에 누워서도 칼을 두들겨 기운을 북돋았으니 그 기세를 가히 상상할 수 있다.
그 동네에 정사(精舍)를 짓고 오우당(五友堂)이란 편액(扁額)을 걸었으니, 오우(五友)란 소나무와 매화, 대나무, 국화와 자기 자신을 말한다. 옛날엔 토구동(菟裘洞)이라고 하였으나 지금은 도고(道高)라고 하니 아마도 공의 도(道)가 높아서(高) 그렇게 부르는 듯하다.
배(配) 안동권씨(安東權氏)는 후사가 없어서 형의 아들을 데려와 후사로 삼아 계양을 했으니 휘가 천길(天吉)이다. 무인년(인조 16, 1638년) 2월 28일에 정침(正寢)에서 별세했다. 이제야 다듬어 하나의 비를 겨우 세우고 명을 약술한다. 사실에 따라 오직 우리들 후예들은 이를 보고 흥감하여 길이 빛나고 광대하게 아름답고 참으로 기뻐할 일이도다.
1644년 갑신(인조 22) 뒤 네 번째 계미년(고종 20, 1883년) 3월 15일 7대손 원주 삼가 짓다.

## 참고 문헌
- 장흥 김응원 각왜비 - 국가유산청 국가유산포털